# Kuttawa, Kentucky
Kuttawa, Kentucky (енгл. Kuttawa) град је у америчкој савезној држави Кентаки.

## Демографија
По попису из 2010. године број становника је 649, што је 53 (8,9%) становника више него 2000. године.
| Група             | 2000.       | 2010.       |
| Белци             | 573 (96,1%) | 632 (97,4%) |
| Афроамериканци    | 15 (2,5%)   | 8 (1,2%)    |
| Азијати           | 0 (0,0%)    | 0 (0,0%)    |
| Хиспаноамериканци | 0 (0,0%)    | 3 (0,5%)    |
| Укупно            | 596         | 649         |